# Чарни-Бринськ
Чарни-Бринськ (пол. Czarny Bryńsk, нім. Brenskersee) — село в Польщі, у гміні Ґужно Бродницького повіту Куявсько-Поморського воєводства.
Населення — 78 осіб (2011).

## Демографія
Демографічна структура станом на 31 березня 2011 року:
|          | Загалом | Допрацездатний вік | Працездатний вік | Постпрацездатний вік |
| -------- | ------- | ------------------ | ---------------- | -------------------- |
| Чоловіки | 44      | 7                  | 32               | 5                    |
| Жінки    | 34      | 6                  | 17               | 11                   |
| Разом    | 78      | 13                 | 49               | 16                   |